# 桂花城
桂花城，是马来西亚槟城州威南县西北部的一个卫星市。北有峇都交湾旧区，东临武吉淡汶，该卫星市也是峇都交湾的一部分。

## 历史
占地约6千700英亩的峇都交湾，其中92%或约6千326英亩在1990年被槟州发展机构征用后，基于缺乏发展元素，前槟城首席部长许子根于2004年宣布上述地段交给怡观资本（EQUINE CAPITAL）规划发展，并以威省市议会的市花命名为“桂花城”（Bandar Cassia）。
桂花城于2011年开始兴建，其成立目标是成为峇央峇鲁和诗不朗再也之后，槟城的第三个卫星市，位于峇都交湾岛中南部的旧种植园丘地段。初期规划时全盘发展预料需耗费10年。
当时，怡观资本宣布桂花城发展计划时，透露住宅、教育和商业单位总数为3万4千685个，设施将包括购物商场、马来西亚最大日晷仪、人民公园、夜市场、多用途礼堂、游艇码头、生态旅游、渔夫码头、喷泉公园等，发展总值高达7亿令吉。当槟城第二大桥纳入《第九大马计划》后，峇都交湾要在20年后成为卫星市的宏愿也展露雏形。桂花城也因衔接威南县和槟岛峇都茅的槟城二桥建成，而吸引槟岛居民于此购置产业。槟城州政府也在桂花城建设上万间可负担房屋、工业区，并批建宜家北马分行以及伯乐大学。

## 基建

### 购物中心
- 新欣名牌城（Design Village）

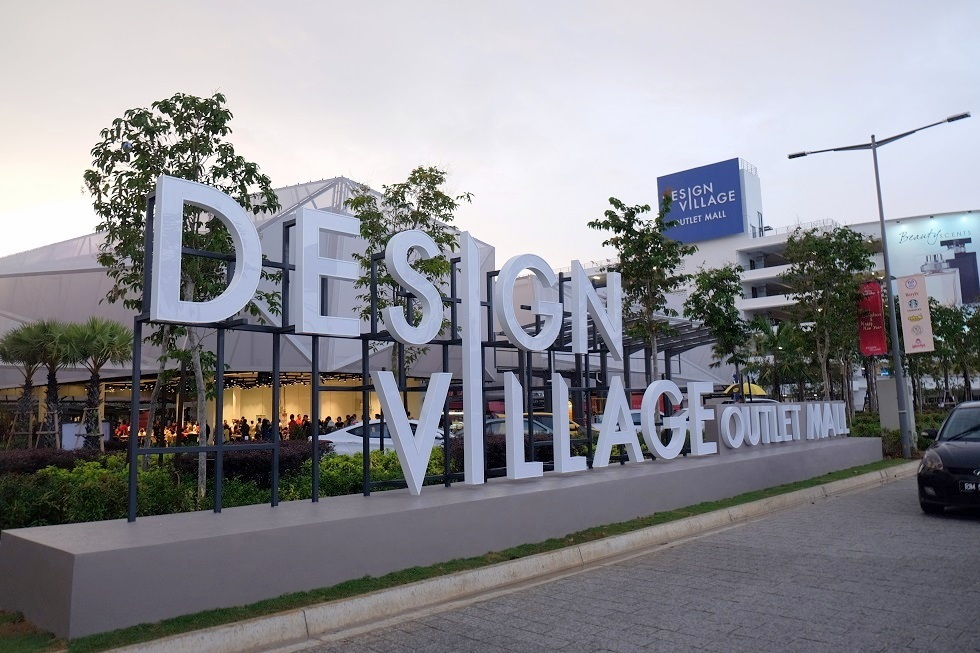

- Aspen愿景城市（Aspen Vision City）
- 宜家（2019年3月开放）

## 交通
随着苏丹阿都哈林大桥（二桥）于2014年落成，使得这里成为槟岛通往威省的新门户。未来九十八大道（Jelas，即为九洞－司南马－峇都交湾大道）也将会在此于二桥衔接。桂花城大道（Lebuhraya Bandar Cassia）是桂花城的主干道，而峇都交湾路则是前往武吉淡汶、新邦安拔等威南县市镇唯一的通道。